# Geamia Mahmud Yazîcî
Geamia Mahmud Yazîcî este situată in localitatea Isaccea din Județul Tulcea.